# Pauline Mailhac

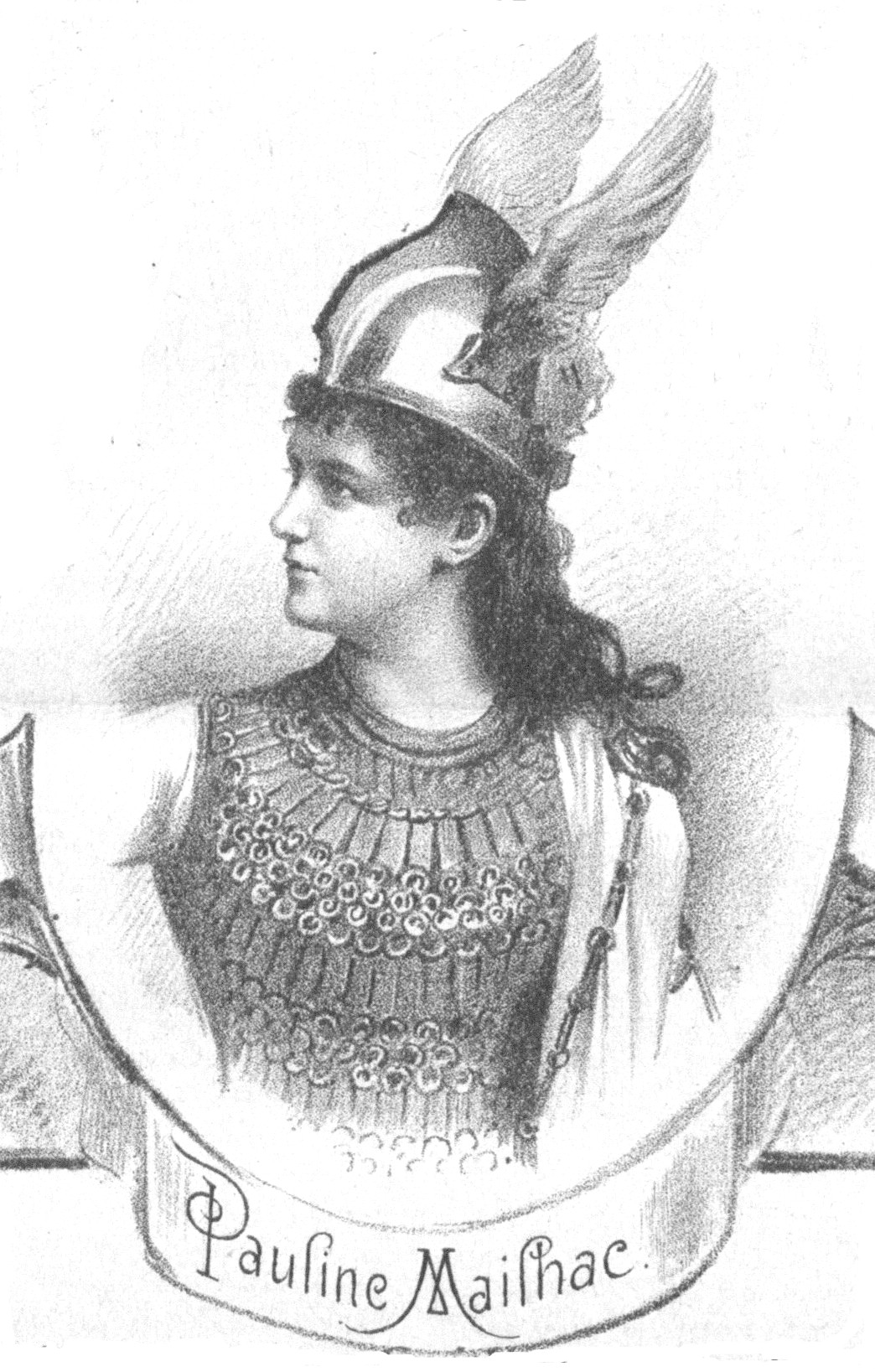
Ignaz Eigner: Pauline Mailhac (1891)

Pauline Rebekka Mailhac (* 4. Mai 1858 in Wien; † 9. April 1946 in Burghausen) war eine österreichisch-deutsche Opernsängerin (Sopran).

## Leben
Pauline Mailhac war die Tochter des Wiener Schneidermeisters Franz Rebeka. Von ihrer Mutter, einer geborenen Mailhac übernahm sie später den Künstlernamen. Im Alter von neun Jahren sang sie im Kirchenchor der Wiener Karlskirche. Später erhielt sie Gesangsunterricht bei Otto Uffmann. Die nächsten sängerischen Stationen waren die Stadttheater in Würzburg, Königsberg und Mainz.
Im Jahre 1883 erhielt sie ein Engagement an der Karlsruher Hofoper unter Felix Mottl. Mit der Sopranistin und seit 1891 Ehefrau Mottls, Henriette Mottl, stand sie dort in einer Konkurrenzsituation. Ihre Abschiedsvorstellung in Karlsruhe gab sie mit der Brünnhilde in Wagners Götterdämmerung am 15. Juni 1901. Ihre Nachfolgerin war die tschechisch-deutsche Sängerin Zdenka Faßbender.
Sie verbrachte ihre nächsten fünfundvierzig Jahre bei ihrem Bruder in Burghausen und bezog aus ihrem musikalischen Wirken eine Pension von 800 Reichsmark. Im Jahre 1946 verstarb sie in Burghausen.

## Ehrungen
- Ehrenmitglied des Karlsruher Hoftheaters